# Gilberto Ânglico
Gilberto Ânglico (ou Gilberto da Inglaterra, também conhecido como Gilbertino; c. 1180 — c. 1250) foi um médico inglês do período medieval. Ele é conhecido principalmente por seu trabalho enciclopédico, o Compêndio de Medicina (Compendium Medicinae), provavelmente escrito entre 1230 e 1250. Esta foi uma tentativa de uma visão abrangente das melhores práticas em medicina e cirurgia da época.

## Vida
Pouco se sabe sobre os detalhes da vida de Gilberto. Nascido em 1180, ele realizou seus primeiros estudos na Inglaterra antes de partir para a Europa. Sabe-se que ele estudou na primeira e principal escola de medicina da Europa Ocidental, a Escola Médica Salernitana em Salerno, Itália, provavelmente com o famoso cirurgião Roger de Parma. Ele retornou à Inglaterra para servir ao arcebispo Hugo Walter, mas deixou a Inglaterra novamente algum tempo após a morte do arcebispo em 1205. Pensa-se que ele passou o resto de sua vida no continente, conquistando o soubriqueto Gilberto, o Inglês, de sua terra de origem.
Gilberto foi um dos médicos europeus mais famosos da época. Sua fama durou séculos após sua morte. Seu Compêndio foi publicado em 1510 e foi republicado novamente em 1608. Gilberto está listado com os grandes médicos de todos os tempos no verso de Chaucer.

## Obras
- Compendium Medicinae (c.1230)
- as fontes nomeadas são; Pitágoras, Hipócrates, Platão, Aristóteles, Galeno, Rufus, Macróbio, Boécio, Alexandre de Trales, Teodoro Prisciano, Teófilo Filarete, Estéfano (de Atenas?), Os árabes Haly Abbas, Rasis, Isaac Judaeus, Joanício, Jano de Damasco, Jacobus Alucindi, Avicena e Averróis; os escritores salernianos, citados geralmente como Salernitani e especificamente Constantino, o Africano, Nicholas Praepositus, Romoaldus Ricardus e Maurus, e dois autores desconhecidos, Torror e Funcius.[3]

## Traduções
O Compendium medicinae do Gilberto foi traduzido para o inglês médio no início do século XV. As partes ginecológicas e obstétricas dessa tradução logo foram extraídas e circularam amplamente como um texto independente conhecido nos estudos modernos como A Doença das Mulheres . Esse texto foi modificado ainda mais em meados do século XV pela adição de materiais de Muscio e outras fontes sobre obstetrícia; isso é conhecido como A Doença das Mulheres 2. Entre eles, as duas versões de A Doença das Mulheres foram os textos do inglês médio mais amplamente divulgados sobre a medicina das mulheres no século XV, ainda mais populares do que as várias versões do inglês médio dos textos de Trotula.